# Curt Stallion
Camron Rogers (Crane, 13 luglio 1990) è un wrestler statunitense.
Rogers ha lottato anche in WWE dal 2020 al 2021 come Curt Stallion.

## Carriera
Nato e cresciuto a Crane, in Texas, Rogers si è allenato per la prima volta a 30 miglia di distanza a Odessa, in Texas, sotto "La prova vivente" Jastin Taylor dopo aver frequentato il San Antonio College per conseguire un diploma di insegnante. Ben presto è salito in cima alla classifica nella scena del Texas occidentale prima di trasferirsi a St. Louis, Missouri, nel gennaio 2015 per allenarsi con Michael Elgin.

### Circuito indipendente (2013–2020)
Rogers è noto per aver militato in molte federazioni indipendenti americane e messicane.

### WWE (2020–2021)

#### NXTe205 Live(2020–2021)
Rogers firmò con la WWE nel 2020, venendo mandato ad allenarsi al Performance Center. Stallion debuttò nella puntata di 205 Live del 16 ottobre come Curt Stallion affrontando Ariya Daivari e sconfiggendolo per squalifica. Nella puntata di 205 Live del 13 novembre Stallion sconfisse Ariya Daivari, Ashante "Thee" Adonis, August Grey e Tony Nese in un Fatal 5-Way match diventando il contendente n°1 all'NXT Cruiserweight Championship di Santos Escobar. Nella puntata di 205 Live del 15 gennaio Stallion e Grey vennero sconfitti da Drake Maverick e Killian Dain negli ottavi di finale del Dusty Rhodes Tag Team Classic. Nella puntata di NXT del 3 febbraio Stallion affrontò Santos Escobar per l'NXT Cruiserweight Championship ma è stato sconfitto.
Il 25 giugno Stallion venne licenziato dalla WWE.

### All Elite Wrestling (2021)
Il 17 settembre 2021 Camron Rogers fece un'apparizione nella All Elite Wrestling con il ring name Stallion Rogers durante la puntata di Dark facendo coppia con Anthony Greene e venendo sconfitti dagli FTR.

## Personaggio

### Mosse finali
- Buck Off (Lunging air raid over the knee)
- Death Wish (Half and half suplex seguito da un Moonsault dalla corda più alta)
- Lunging Headbutt
- Pumpjack Pedigree (Pedigree tra le corde)
- Seated foot stomp

### Soprannomi
- "Captain Texas"
- "The Lone Star"
- "The Monster Hunter"

### Musiche d'ingresso
- Suburban Mexican Standoff dei Def Rebel (WWE; 2020–2021)

## Titoli e riconoscimenti
- Anarchy Championship Wrestling
  - ACW Unified Championship (1)
- Old School Wrestling
  - OSW Light Heavyweight Championship (2)
  - OSW West Texas Championship (1)
- Proving Ground Pro
  - PGP Cutting Edge Championship (1)
- Scenic City Invitational
  - Trios Tournament (2017)
- Pro Wrestling Illustrated
  - 476° tra i 500 migliori wrestler singoli secondo PWI 500 (2017)